# Eemstunnel
De Eemstunnel (Duits: Emstunnel) bij de Duitse stad Leer is een 945 meter lange, uit twee aparte buizen bestaande, verkeerstunnel in de autosnelweg A31 van Emden via Leer naar Bottrop. De tunnel onder de Eems werd in 1989 geopend.